# شهرک نانیانچوان
شهرک نانیانچوان (به لاتین: Nanyanchuan Township) یک شهرک در جمهوری خلق چین است که در شهرستان لینگشو واقع شده‌است.